# Cnastis assimilis
Cnastis assimilis är en stekelart som först beskrevs av Tohru Uchida 1928.  Cnastis assimilis ingår i släktet Cnastis och familjen brokparasitsteklar. Inga underarter finns listade i Catalogue of Life.